# Corpus Inscriptionum Latinarum
Corpus Inscriptionum Latinarum (загальноприйняте скорочення CIL), «Звід латинських написів» — збірка латинських написів епохи античності. CIL є одним з найповніших і часто цитованих видань такого роду, важливим джерелом з античної епіграфіки, громадського та приватного життя Давнього Риму.
Метою створення CIL був збір і публікація всіх латинських написів з усієї території Римської імперії. Для його видання в 1847 році в Берліні був створений комітет, керівне становище в якому зайняв Теодор Моммзен; згодом він став видавцем багатьох томів серії. Учасники проекту виїжджали на місця й особисто оглядали написи. У випадках, коли пам'ятка була втрачена, видавці звіряли різні свідчення попередніх дослідників, які бачили напис, щоб встановити якомога точніше прочитання. Перший том вийшов CIL в 1853 році.
Усього видання складається з 17 томів, має більше 70 частинах і містить понад 180 000 написів. Згодом було випущено ще 13 додаткових томів з покажчиками та ілюстраціями. Планується випуск XVIII тому, який буде містити вірші з латинських написів.

## Зміст CIL
- Том I (у двох частинах, друга частина — в чотирьох випусках) — написи Римської республіки до смерті Цезаря — 1893 - 1986

- Том II (у двох частинах) — написи Іспанії (частина 1 — 1869, частина 2 — чотири випуски 1995 -).

- Том III (у двох частинах) — написи Єгипту, Азії, Ілірика (1873), + додаток (2 частини, 5 випусків).

- Том IV — настінні написи з Помпей, Геркуланума і Стабії (1871) + додаток в 3 частинах

- Том V — латинські написи Цизальпійської Галлії (частина 1 1872, частина 2 1877).

- Том VI — латинські написи міста Риму (8 частин, 1876 - 2000).

- Том VII — латинські написи Британії (1873).

- Том VIII — латинські написи Африки (2 частини) — 1881, + 5 випусків додатків

- Том IX — написи Італії (Калабрія, Апулія, Самній, сабіни, піцени) — 1883.

- Том X — написи Італії (Бруттій, Луканія, Кампанія, Сицилія, Сардинія) — 1883

- Том XI — написи Італії (Емілія, Етрурія, Умбрія) — 2 частини (1888—1926).

- Том XII — латинські написи Нарбонська Галлії (1888).

- Том XIII — латинські написи Трьох Галій та Німеччини (5 частин, 1899—1943).

- Том XIV — стародавні латинські написи Лація (1887, доповнення — 1930).

- Том XV — латинські написи міста Риму (написи на начинні) — 2 частини (1891—1899).

- Том XVI — військові дипломи (1936, додаток — 1955).

- Том XVII — мильні камені (3 частини, 1986 -).